# Joshua Dürksen
Joshua Dürksen (Asuncion, 27 oktober 2003) is een Paraguayaans-Duits autocoureur.

## Carrière

### Formule 4
Dürksen maakte zijn debuut in het formuleracing in 2019 met zijn deelname aan het Formule 4-kampioenschap van de Verenigde Arabische Emiraten, waarin hij voor Mücke Motorsport uitkwam. Hij won vijf races: drie op het Dubai Autodrome en twee op het Yas Marina Circuit. Daarnaast stond hij in vijf andere races op het podium. Met 295 punten werd hij achter Matteo Nannini tweede in de eindstand. Vervolgens nam hij deel aan zowel het Italiaans als het ADAC Formule 4-kampioenschap voor Mücke. In Italië won hij in zijn eerste raceweekend op het Autodromo Vallelunga direct een race en stond hij in drie andere races op het podium, waardoor hij met 122 punten achtste in het klassement werd. In het ADAC-kampioenschap stond hij op de Motorsport Arena Oschersleben en de Hockenheimring Baden-Württemberg op het podium en werd hij met 80 punten elfde in de eindstand.
In 2020 richtte Dürksen zich op de ADAC Formule 4, alhoewel hij ook aan drie raceweekenden van het Italiaanse kampioenschap deelnam. Hij behaalde twee overwinningen op de Nürburgring en de Hockenheimring en stond daarnaast in vier andere races op het podium. Met 191 punten verbeterde hij zichzelf naar de zesde plaats in de eindstand. In het Italiaanse kampioenschap won hij een race op de Red Bull Ring en stond in datzelfde weekend nogmaals op het podium, waardoor hij met 60 punten dertiende werd.
In 2021 reed Dürksen binnen de Formule 4 enkel in het Italiaanse kampioenschap, nog steeds uitkomend voor Mücke. Tegen het eind van het seizoen behaalde hij twee zeges op het Circuit Mugello en stond hij ook op het Autodromo Nazionale Monza een keer op het podium. Met 171 punten werd hij zesde in het klassement. Tevens reed hij voor Drivex in een raceweekend van de Euroformula Open op de Hungaroring, waarin hij een podiumplaats behaalde.

### Formule Regional
In 2022 maakte Dürksen de overstap naar het Formula Regional European Championship (FREC), waarin hij uitkwam voor het team Arden Motorsport. Hij eindigde zeven keer in de top 10, met vier zesde plaatsen als beste resultaten. Hij was ook de beste rookie in de tweede race op het Circuit de Barcelona-Catalunya. Met 40 punten werd hij veertiende in het kampioenschap.
In 2023 begon Dürksen het seizoen in het Formula Regional Middle East Championship, waarin hij twee raceweekenden voor het team Hyderabad Blackbirds by MP Motorsport reed. Hij behaalde twee pole positions en een podiumplaats op het Kuwait Motor Town en werd zo zestiende met 29 punten. Vervolgens keerde hij terug naar het FREC en bleef hierin voor Arden rijden. Hij behaalde een podiumplaats op het Circuit de Spa-Francorchamps en behaalde hiernaast nog drie top 10-finishes. Met 26 punten zakte hij naar de negentiende plaats in de eindstand.

### Formule 2
In 2024 sloeg Dürksen de normaal gesproken volgende stap op de autosportladder, het FIA Formule 3-kampioenschap, over en debuteerde hij in de Formule 2 bij PHM AIX Racing. Hij behaalde geen punten in de eerste drie raceweekenden, voordat hij op het Autodromo Internazionale Enzo e Dino Ferrari zijn eerste podiumfinish behaalde. Op Monza stond hij nog een keer op het podium, voordat hij op het Baku City Circuit zijn eerste zege in het kampioenschap behaalde. In de seizoensfinale op Yas Marina won hij een tweede race. Met 87 punten werd hij tiende in het klassement.
In 2025 blijft Dürksen actief in de Formule 2 bij AIX.